# ブラックロック
ブラックロック（BlackRock Inc.、NYSE: BLK）は、アメリカ合衆国ニューヨーク州ニューヨーク市に本社を置く、世界最大の資産運用会社である
2021年末における同社の運用資産残高（AUM）は10兆ドル（約1,153兆円）と日本のGDPの2倍に相当する。世界30ヶ国・70のオフィスに合計18,000名超の従業員が在籍している。ファンドを通じて主要な上場企業の大株主となっており、S&P500種株価指数を構成する企業の80 %以上において、持ち株比率の上位3位までに入っている。日本ではブラックロック・ジャパン株式会社としてビジネスを展開しており、383名の社員が在籍している（2022年末時点）

## 概要
- ブラックロックは債券運用のブティック会社として1988年に設立された。その後、合併や買収を繰り返し、債券運用のみならず株式やオルタナティブ、アドバイザリー戦略など、幅広い金融サービスを提供する総合資産運用会社に成長した。特に2006年のメリルリンチ・インベストメント・マネジャーズとの経営統合により、株式やマルチアセット、オルタナティブのラインナップを拡充した。さらに、2009年のバークレイズ・グローバル・インベスターズとの経営統合により、アクティブ運用を強化するとともに、インデックス運用、iシェアーズ ETF（上場投資信託）ビジネスを獲得した[8]。株式や債券運用など伝統的な資産クラスではゴールドマン・サックス・アセットマネジメント、JPモルガン・チェース・アセットマネジメント、フィデリティ・インベスメンツ、上場投資信託（ETF）ではバンガード・グループやステート・ストリート、オルタナティブ運用ではブラックストーン・グループ、コールバーグ・クラビス・ロバーツ、カーライルなどの運用会社と競合している[9][10]
- また、ブラックロック・グループ内の独立した事業部門であるブラックロック・ソリューションズを通じて、資産管理テクノロジーであるアラディン（Aladdin）とオルタナティブ運用プラットフォームであるeFrontを金融機関及び機関投資家に提供している[11]。ブラックロックのアラディンはシティグループやBNPパリバなど海外の資産管理銀行のほか、日本では日本マスタートラスト信託銀行とも接続しており、運用会社のデジタルトランスフォーメーション（DX）を推進している[12]
- ブラックロックは、ゴールドマン・サックスやJPモルガン・チェース、モルガン・スタンレーなど米ウォール街の投資銀行にとって最大のトレーディング・パートナーであり、米国金融業界に大きな影響力を有する[13]。また、ジョー・バイデン政権では、ブラックロック出身者であるブライアン・ディーズとアデワレ・アデエモがそれぞれ国家経済会議委員長と財務副長官に就任するなど、政財界への影響力を強化していることが指摘されている[14][15]
- アメリカの資産運用業界、特にインデックス運用においては寡占化が進んでおり、上位3社であるブラックロック、バンガード・グループ、ステート・ストリートは「ビッグ・スリー」と呼ばれる[16]。ビッグスリーはアップルやマイクロソフト、コカ・コーラ、ゼネラル・エレクトリックなど米大企業のほとんどを所有し、S&P500にいたってはその90 %近くにおいて、最大の株主となっている[16]。議決権を通じた社会への影響力が高まっているとの指摘をうけ、近年では投資先企業への議決権行使を委譲するなどの施策が行われている[17][18]
- 同社は1999年にニューヨーク証券取引所に上場している。S&P100、S&P500、ダウ・ジョーンズ USなどの株価指数において、構成銘柄の一つとして採用されている[19]

## 沿革
- 1988年– 創業： 1988年、ファースト・ボストン出身のラリー・フィンクら8名の創業メンバーが、ブラックストーン・グループの債券運用部門としてブラックストーン・フィナンシャル・マネジメント社を設立した。創業当初は住宅ローン担保証券（MBS）など債券運用に特化したブティック運用会社としてスタートした。1995年、フィンクとブラックストーン創業者スティーブン・シュワルツマンとの対立を機にブラックロックはブラックストーンから独立。親会社であったブラックストーン（黒い石）の社名をなぞらえ、ブラックロック（黒い岩）として運用資産額約230億ドルで再出発した

- 1999年 – 上場と急成長の時代： 1999年にブラックロックは株式公開（IPO）を実施。2000年代前半にはヘッジファンド運用会社の買収やファンド・オブ・ファンズ事業への参入など、多角化を進める。また自社開発のリスク管理システムを外部提供するブラックロック・ソリューションズを設立（2000年）し、金融危機以前からリスク分析力を強みに官民の資産管理を支援する体制を築いた。2006年には米メリルリンチの資産運用部門を統合し、伝統的な債券中心から株式・マルチアセット・オルタナティブ運用を含む総合資産運用会社へ飛躍を遂げる。この統合により運用資産は1兆ドル規模に拡大した

- 2009年 – iシェアーズ買収と世界首位： 2008年の金融危機後、ブラックロックは市場再編の好機を捉えてさらに大規模な買収を実行する。2009年12月、英バークレイズから当時世界最大の運用会社だったバークレイズ・グローバル・インベスターズ（BGI）を約135億ドルで買収し、運用資産は一挙に3兆ドル超へと倍増した。この買収により、株式インデックス運用とETF「iシェアーズ」の世界トップシェアを手中に収め、ブラックロックは世界最大の資産運用会社となった

- 2010年代 – テクノロジーとESGの推進： 2010年代を通じてブラックロックは運用規模の拡大と並行し、フィンテックやESGの拡大を進めた。2015年までに運用資産5兆ドルを超える巨人となり、上場投資信託市場や年金運用市場で支配的地位を占める一方、リスク管理プラットフォーム「アラディン」を他機関へ提供して収益源とするビジネスモデルを確立した。また毎年CEO名で発信される投資先企業への公開書簡を通じ、「気候変動は投資リスクである」など長期的な視点に立った経営を促すメッセージを打ち出し、ESG（環境・社会・ガバナンス）重視の投資潮流を推進した

- 2020年代 – オルタナティブ運用への注力： 2020年、新型コロナ危機下でFRBの企業債購入オペを実務担当するなど注目を集める中、ブラックロックの運用資産は市場回復と相まって2021年に初めて10兆ドルの大台を突破した。以降もグローバルな資産インフレに合わせて着実に残高を伸ばしつつ、事業面ではオルタナティブ（代替資産）分野の強化とデジタル技術への投資を積極化している。2023年から翌2024年にかけて、インフラ投資ファンド大手グローバル・インフラストラクチャー・パートナーズ（GIP）を約125億ドルで買収し、プライベートクレジット運用会社HPSインベストメント・パートナーズを約120億ドルで買収した。さらに英オルタナティブ資産データ企業プレキンを約32億ドルで買収することで合意し、未公開市場データと自社プラットフォーム（アラディン）の融合による技術力向上を図っている。これら大型投資により、ブラックロックの運用残高は2024年末時点で約11.5兆ドルに達した

## 事業内容
- 基本的なビジネスモデル： ブラックロックの主たる事業は機関投資家および個人投資家から預かった資金の運用であり、得られる運用報酬（手数料）を収益源とする金融業界の中でも典型的なアセットマネジメントビジネスである。投資銀行のように自己勘定でトレーディングを行って収益を上げるのではなく、顧客資産を長期的に預かり運用することで安定したフィー収入を得るモデルに軸足を置いている点が特徴。そのため経営理念の一つに受託者責任（フィデューシャリー）を掲げている
- 運用商品とサービス： ブラックロックは幅広い資産クラスと運用戦略にわたる数千本規模の運用商品を提供する総合資産運用会社である。伝統的な株式・債券のアクティブ運用ファンドから、インデックス運用に連動するパッシブファンドやETF、さらにプライベートエクイティ・不動産・インフラ・プライベート債券などオルタナティブ投資商品まで、顧客の多様なニーズに応えるラインナップを揃えている。特にETF事業は「iシェアーズ」ブランドで世界最大級の規模を誇り、株式指数に連動するETFシリーズは各国の市場で個人・機関投資家に広く利用されている
- リスク管理とテクノロジー提供： ブラックロックの特徴として、自社開発したリスク管理システム「アラディン (Aladdin)」の存在が挙げられる。アラディンは本来ブラックロック社内の運用プラットフォームとして構築されたが、その高度なポートフォリオ管理・分析機能が評価され、他の金融機関にも有償提供されている。世界の大手銀行や保険会社、年金基金などがアラディンをリスク管理インフラとして導入しており、ブラックロック・ソリューションズ部門によるこうしたテクノロジーサービス提供は同社の重要な収益源ともなっている。また2019年には未公開資産向けの運用管理ソフト「eFront」を買収してアラディンと統合し、プライベートエクイティや不動産など非公開資産の分野でも精緻なデータ分析とリスク管理が行える体制を整えた。さらに2024年にはオルタナティブ資産データの大手プレキン社を買収することで合意し、非公開市場情報の提供力も強化している

## ガバナンス
- 投資先企業への影響: ブラックロックは世界中の株式・債券市場に大口投資しているため、投資先企業のガバナンス（企業統治）にも影響を及ぼしている。ブラックロックは運用資産を代表して多数の企業の株主名簿に名を連ねており、その議決権行使方針は市場関係者から注目される。毎年、フィンクCEOは投資先企業の経営者宛に公開書簡を送り、長期的な企業価値向上やサステナビリティ（持続可能性）重視を訴えるメッセージを発信している。たとえば2021年の書簡では「持続可能なビジネス慣行を軽視する企業は市場から淘汰される」と警告し、気候変動リスクへの対応やステークホルダー資本主義の重要性を説いた。このような姿勢からブラックロックはESG投資の旗手と目され、企業にも気候変動対策や多様性推進などを促す影響力を持つ。一方で米国内では、一部の保守的な州政府が「ブラックロックはESGを名目に化石燃料産業から投資資金を引き揚げている」と批判し、公的資金の運用委託を打ち切る動きも生じた。また環境保護派からは「依然として石油企業株を保有し続けている」との批判もあり、ブラックロックは双方から板挟みになる形で議論の的となっている。このような状況を踏まえ、ブラックロックは2021年より一部機関投資家に自社保有株の議決権を直接行使する選択肢を提供し、運用会社ではなく投資家自らが意思決定できるようにした
- ブラックロックの運営：ブラックロック自身の企業統治に関しては、独立系運用会社として取締役会の大半を社外取締役が占め、ラリー・フィンクCEOとロバート・キャピト社長（共同創業者）以外の創業メンバーは既に経営の第一線を退いている。主要株主は2020年にPNCフィナンシャルが残存持株を売却して以降、機関投資家による分散保有となっており、特定の親会社や支配株主は存在しない

## 関連団体
- ブラックロック財団 - 2020年2月13日に創設した財団。